# 源石和輝! 抽斗!
『源石和輝! 抽斗!』（げんいしかずてる! ひきだし!）は、東海ラジオで2020年9月28日から放送されていたワイド番組。放送時間は月曜日から金曜日の15:00 - 17:00（JST）。同局アナウンサー・源石和輝の冠番組である。

## 番組概要
2020年秋の番組改編で、それまで午後のワイド番組として放送されていた『山浦ひさし!イチヂカラ!』と『ドラゴンズステーション』の放送枠を再編し、新しい夕方のワイド番組として再出発した。ニュース・エンタメ・カルチャーなどの情報を様々な角度から伝える。

## 出演者

### メインパーソナリティ
- 源石和輝（東海ラジオアナウンサー）

2020年9月まで放送されていた『源石和輝 ひるカフェ』からの異動。

#### 代演
2021年
- 村上和宏（東海ラジオアナウンサー） - 5月17日
- 山崎聡子（東海ラジオアナウンサー） - 5月18日
いずれも、スタッフが新型コロナウイルス感染の濃厚接触の疑いがあったため、源石（17日は町田も）が休演している。
- 井田勝也（東海ラジオアナウンサー） - 7月30日
源石が体調不良のため。
- 井田勝也（東海ラジオアナウンサー） - 8月9日-13日
源石が夏季休暇のため。
- 井田勝也（東海ラジオアナウンサー） - 11月9日
源石が2021年日本民間放送連盟賞表彰式出席のため。

2022年
- 井田勝也（東海ラジオアナウンサー） - 1月31日-2月2日
- 吉川秀樹（東海ラジオアナウンサー） - 2月3日・4日
いずれも、源石が休暇のため。
- 村上和宏（東海ラジオアナウンサー） - 8月16日
- 前野沙織（東海ラジオアナウンサー） - 8月17・22・29・30日
- 山崎聡子（東海ラジオアナウンサー） - 8月18日
- 安蒜豊三（東海ラジオアナウンサー） - 8月19日
- Cocoro - 8月23日
- 高井一（東海テレビアナウンサー） - 8月24日
- 市野瀬瞳 - 8月25日
- 川本えこ - 8月26日
- 井田勝也（東海ラジオアナウンサー） - 8月31日・9月1日
源石が体調不良（16日時点）、その後新型コロナウイルス陽性が判明し療養（17 - 26日）。29日以降は元々予定していた夏季休暇のため休演。

### 中継
- 町田こーすけ（ピン芸人、月曜・水曜・金曜）[注 1]
- なかし（スペードの3、火曜・木曜：2021年3月30日より出演）
原則として栄周辺で街頭レポートを行うが、新型コロナウイルス感染拡大時はスタジオ出演やSkypeを利用したリモート出演に切り替えることがある。

### プロ野球解説
『東海ラジオ ガッツナイター』解説者が出演。出演曜日は不定。
- 井端弘和
- 岩瀬仁紀
- 鹿島忠
- 鈴木孝政
- 藤井淳志
- 山崎武司
- 山本昌

過去の出演者
- 大西崇之（2022年より中日ドラゴンズコーチ就任のため、2021年限りで出演終了）
- 森野将彦（2022年より中日ドラゴンズコーチ就任のため、2021年限りで出演終了）

## 主なコーナー
2021年5月現在。生放送のため休止・変更となる場合あり。
ドラの抽斗!
中日ドラゴンズに関する情報を伝える。東海ラジオアナウンサーからのレポートや、ガッツナイター解説者が出演し、選手や試合内容などを語る。
ニュースの抽斗!
最新のニュースや話題を伝える。
おしゃべりの抽斗!
ゲストコーナー。
マチなか（街中）の抽斗!
中継コーナー。当日の番組テーマについて街の声を紹介する。
みんなの抽斗!
リスナーからのメッセージを紹介する。
知の抽斗!（月曜・水曜）
リスナーから気になることや相談したいことを募集し、専門家の意見を聞くコーナー。
声の抽斗!（火曜・木曜）
子どもリスナー限定の生電話コーナー。
名古屋エンタメの抽斗!（金曜）
名古屋のエンタメを盛り上げていくコーナー。
ひみつのの抽斗!（金曜）
お題を元にエッチなキャッチコピーをつけるリスナー投稿コーナー。『イチヂカラ!』などの東海ラジオの午後ワイド番組から引き継いだあかひげ薬局の提供枠であるが、本番組では週1回のみとなっている。
など
リポート119（月-水曜）
名古屋市消防局からのお知らせ。
県警インフォメーション（木曜）
また、2021年プロ野球シーズン中は緊急事態宣言発令に伴うナイターの試合開始時間繰り上げにより、後続番組の『大澤広樹のドラゴンズステーション』に内包する『ガッツナイター最前線』が放送されないため、一部コーナーを差し替えて『大澤広樹のドラゴンズステーション＋』として内包することがある（源石に加え、同番組パーソナリティの大澤広樹または三浦志麻とガッツナイター解説者が出演）。

### 内包番組
大半の番組が前身の『山浦ひさし!イチヂカラ!』からスライドで本番組内に内包されている。
- 多田木deいただき!ニクよう日（金曜、15時41分頃） - 出演：多田木亮佑、中内こもる（事前収録）
- 浅井大司 明日へのリンク（金曜、16時45分頃）- 出演：浅井大司（焼肉一升びん三代目）、深谷里奈（事前収録）
- 並木良和の人生はあなた次第（水曜、16時台） - 出演：並木良和（スピリチュアルカウンセラー）、源石和輝（事前収録）※2021年10月から

### 受賞
2021年3月11日に放送した「源石和輝！抽斗！特番 東日本大震災から10年 防災の抽斗！」が、2021年日本民間放送連盟賞 中部・北陸地区審査会の番組部門 ラジオ生ワイド1位となり、その後に中央審査会で優秀賞を受賞している。